# Wupperaue
Das Naturschutzgebiet Wupperaue liegt auf dem Gebiet der Stadt Wipperfürth im Oberbergischen Kreis in Nordrhein-Westfalen.
Das etwa 124,30 ha große Gebiet, das im Jahr 1985 unter Naturschutz gestellt wurde, erstreckt sich in zwei Teilgebieten nordwestlich und östlich der Kernstadt Wipperfürth entlang der Wupper. Beim westlichen Gebiet verläuft die B 237 am südlichen Rand, beim östlichen Gebiet verläuft sie am nördlichen Rand. Am nördlichen Rand des westlichen Gebietes liegt der Flugplatz Wipperfürth-Neye.

## Beschreibung
Die Wupper durchfließt zwischen Ohl und Wipperfürth ein in seiner Größe im Bergischen Land einzigartiges Kastental, das zwischen 100 und 300 m breit ist. Während der nördliche Talunterhang allmählich ansteigt, verläuft der südliche Talhang steil. Die stark befahrene B 237 bildet die nördliche Grenze des Tals. Der 3–8 m breite Fluss hat sich in einem aus Schotter und groben Geröll gebildetem Bett etwa 100 bis 150 cm tief in den Auenboden eingetieft. Zwar wurde die Wupper an einigen Stellen begradigt, meist verläuft sie jedoch naturnah mäandernd durch das Tal. Die Mündungsbereiche von Seitenzuflüssen sind häufig stark vernässt und weisen eine Feuchtwiesenvegetation auf. Die Ufer sind meist als Steilufer ausgebildet und werden z. T. von Ufergehölzen oder Hochstaudenfluren gesäumt.
Der gesamte Biotopbereich wird von Wiesenvögeln (Kiebitz) und Graureiher, die Wupper von Wasseramsel und Eisvogel als Nahrungs-, Jagd- und Brutbiotop genutzt. Der Biotop steht in engem funktionalen Lebensraum-Zusammenhang mit dem benachbarten Lebensraum Stauweiher Leiersmühle, dieser stellt u. a. ein Rastbiotop für Zugvögel dar.
Im Bereich des Stauweihers Leiersmühle erreicht die Wupper eine Breite von 7 m und wird von Hochstauden und Erlen gesäumt. Der Fluss mündet vom südlichen Talrand her kommend in den nicht mehr genutzten Stauweiher. Die ehemalige Wasserfläche ist an den Rändern durchgängig mit einer meist 2–10 m breiten, vom Wasserschwaden dominierten Röhrichtzone verlandet. Unbewachsende Schlamm-, Schotter- und Kiesbänke sind durch die Verlandung und Verbuschung allerdings verschwunden. Das benachbarte Feuchtgrünland hat durch Pflegeveränderung an Artenvielfalt eingebüßt.
Im Talbereich wurden für Gewerbeansiedlungen vereinzelt Aufschüttungen vorgenommen, Tümpel und tiefere, vernässte Stellen verfüllt. Einige der früher im Gebiet heimischen, seltenen Feuchtgebiet-Pflanzenarten sind nicht mehr aufzufinden.
Das Naturschutzgebiet besitzt als Teilfläche des FFH-Gebietes „Wupper und Wipper bei Wipperfürth“ überregionale Bedeutung und ist in das Biotopnetz natura-2000 eingebunden. Gründe dafür sind das Vorkommen von besonders schützenswerten Lebensraumtypen, wie Fließgewässer mit Unterwasservegetation, feuchte Hochstaudenfluren, Glatthafer- und Wiesenknopf-Silgenwiesen, flussbegleitende Erlen-Eschen- und Weichholzauwälder. Die Wupperaue ist zudem wichtiger Lebensraum für die FFH-relevante Tierarten: Groppe, Eisvogel und Wasseramsel.

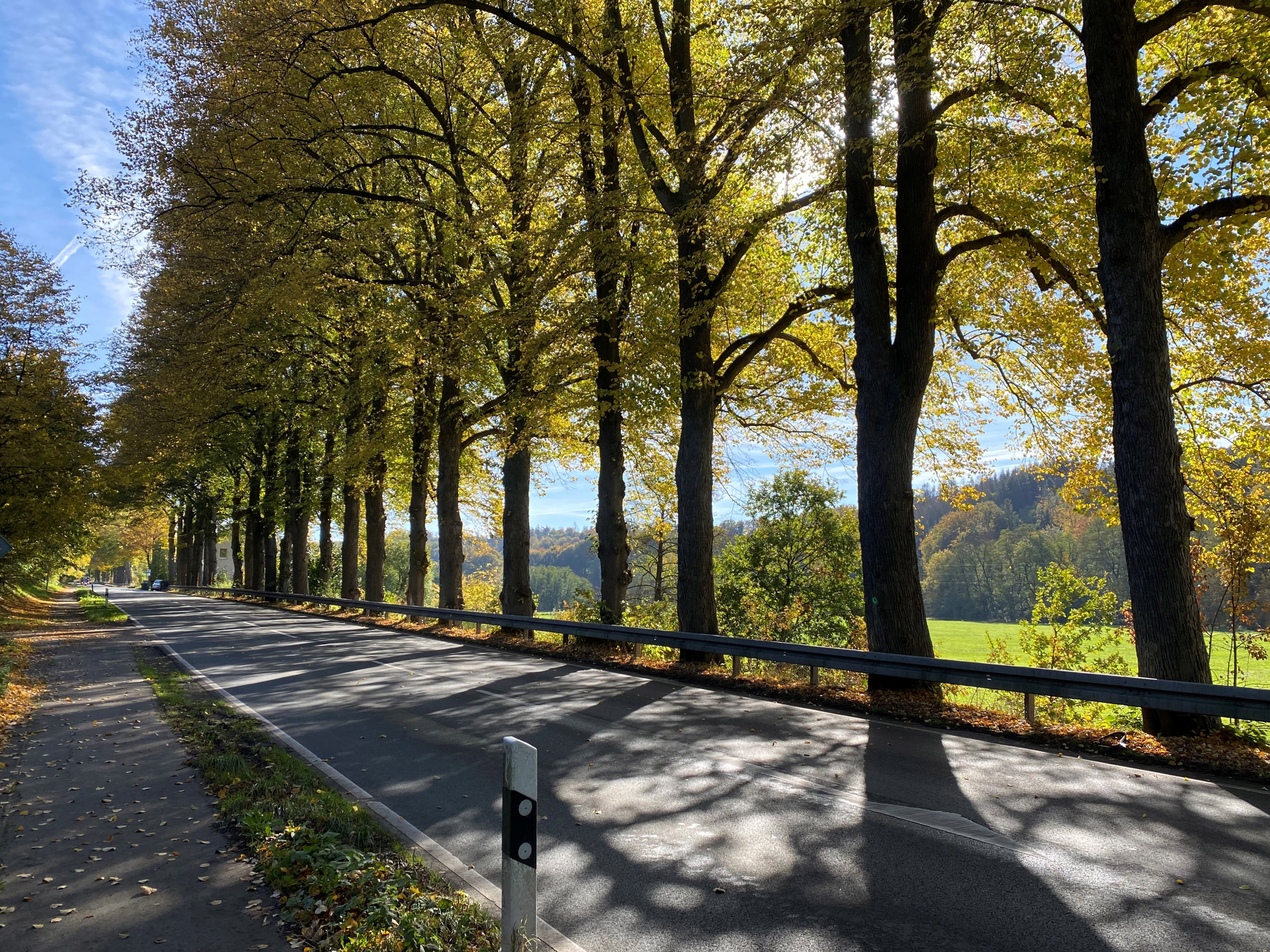
Die B 237 begrenzt die Wupperaue nach Norden
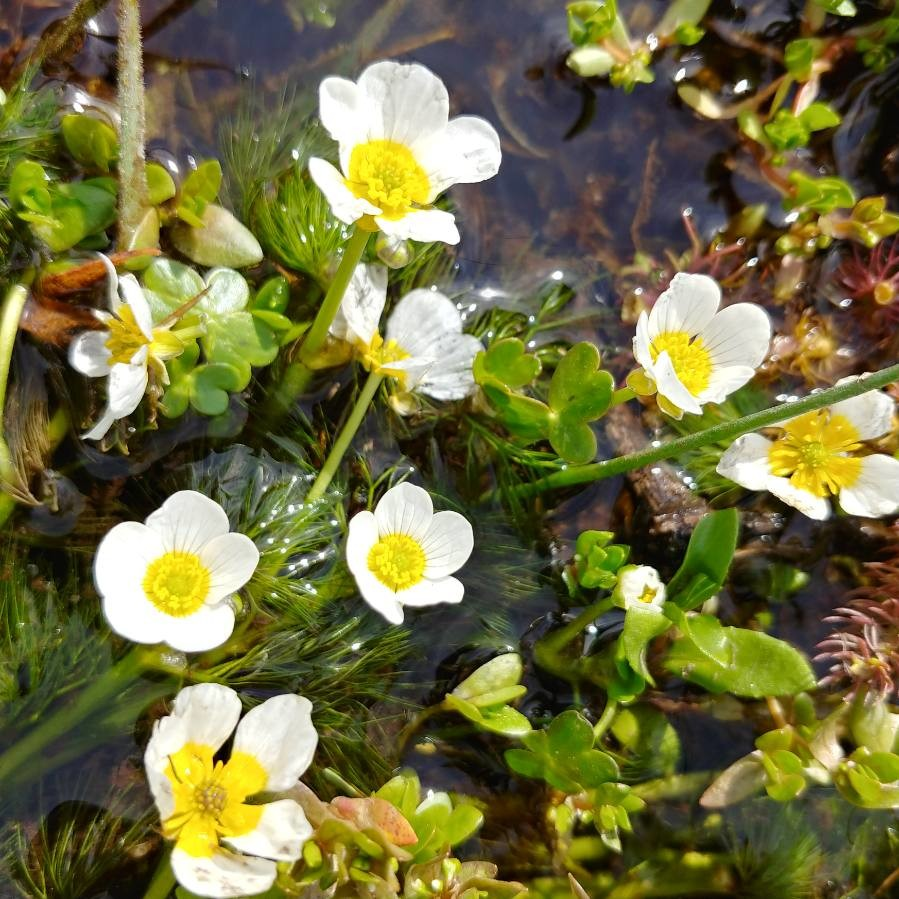
Pinselblättriger Wasserhahnenfuß (Ranunculus penicillatus)
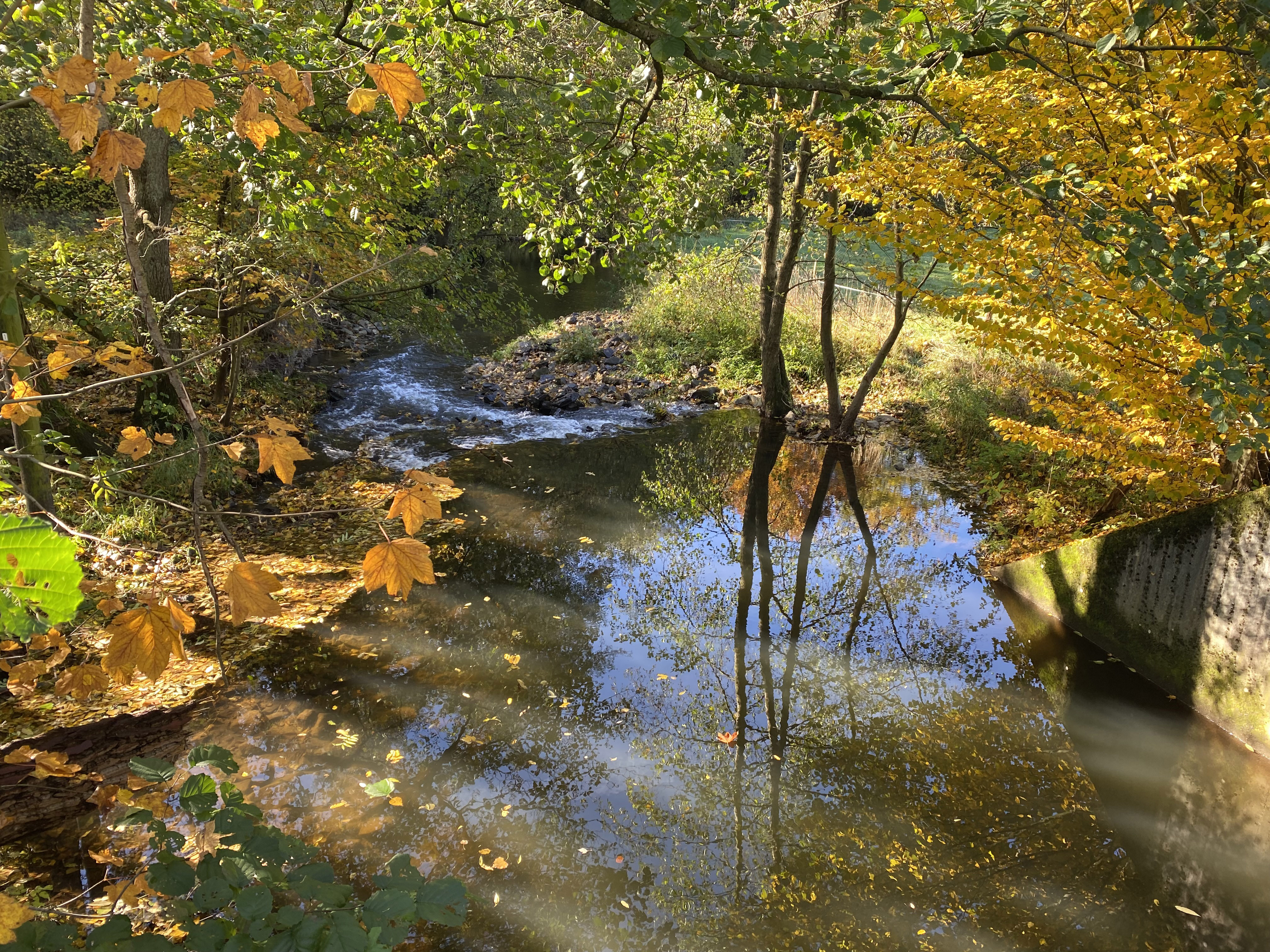
Wupper bei Neuensturmberg
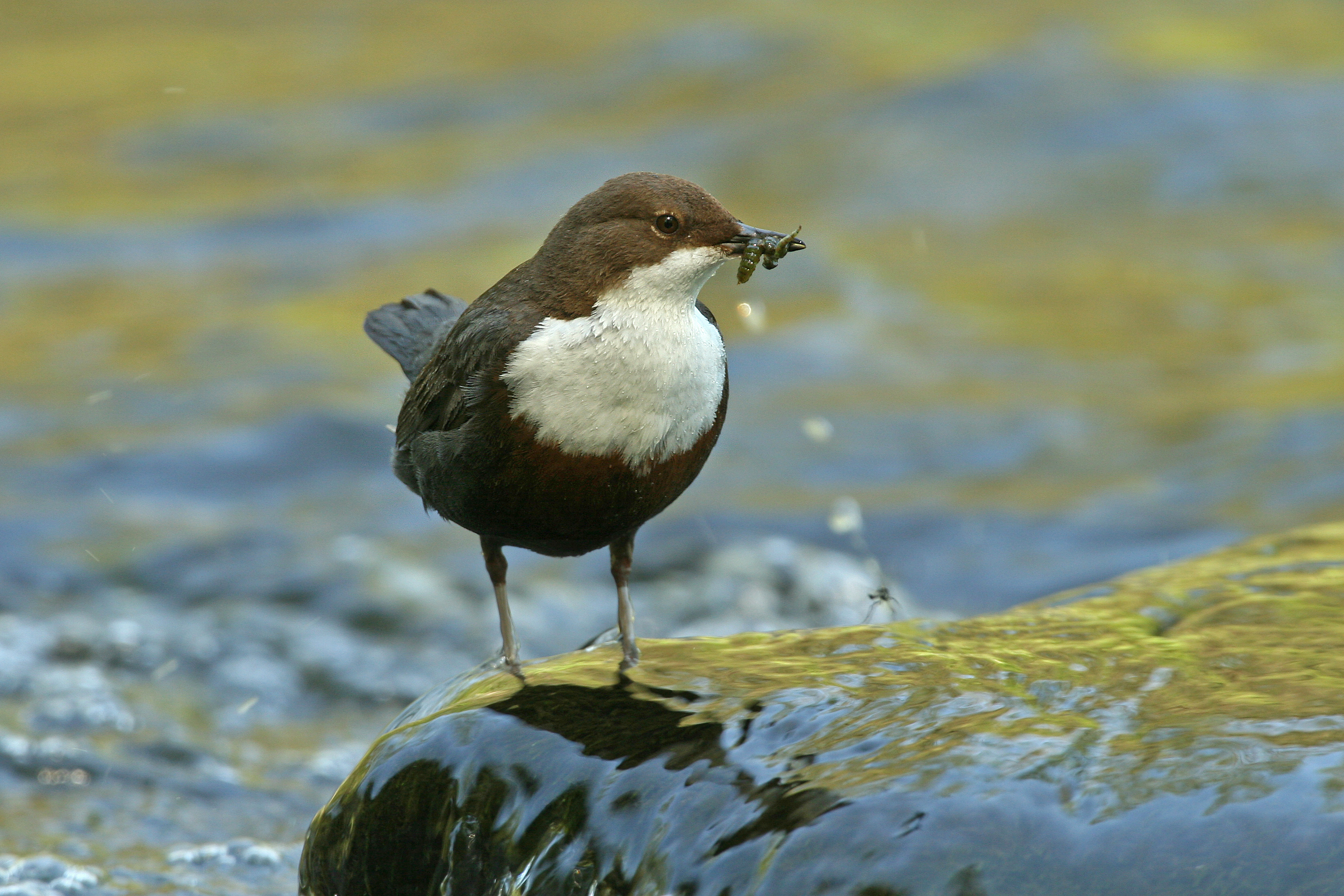
Wasseramsel (Cinclus cinclus)
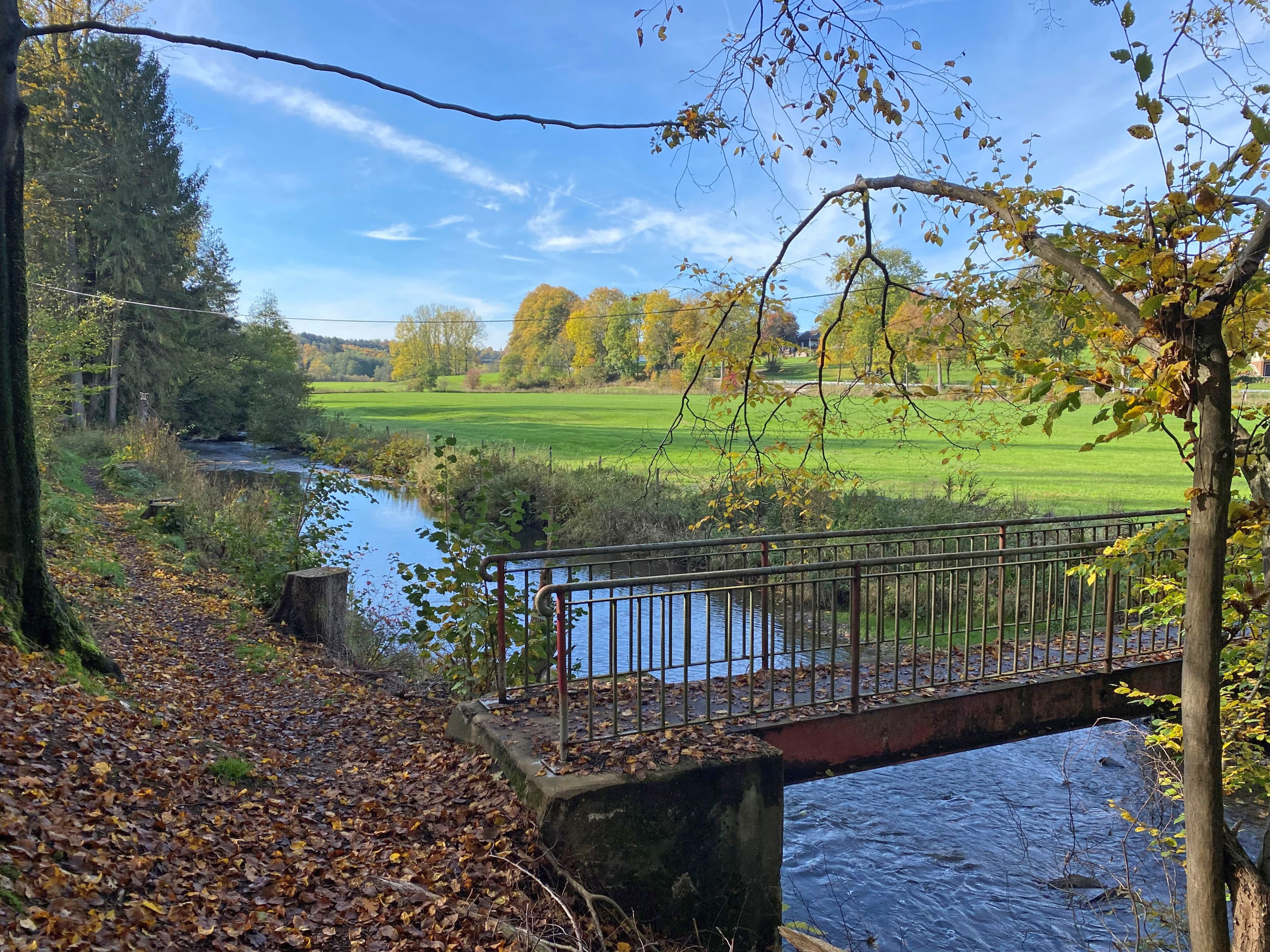
Wupperaue bei Niederwipper
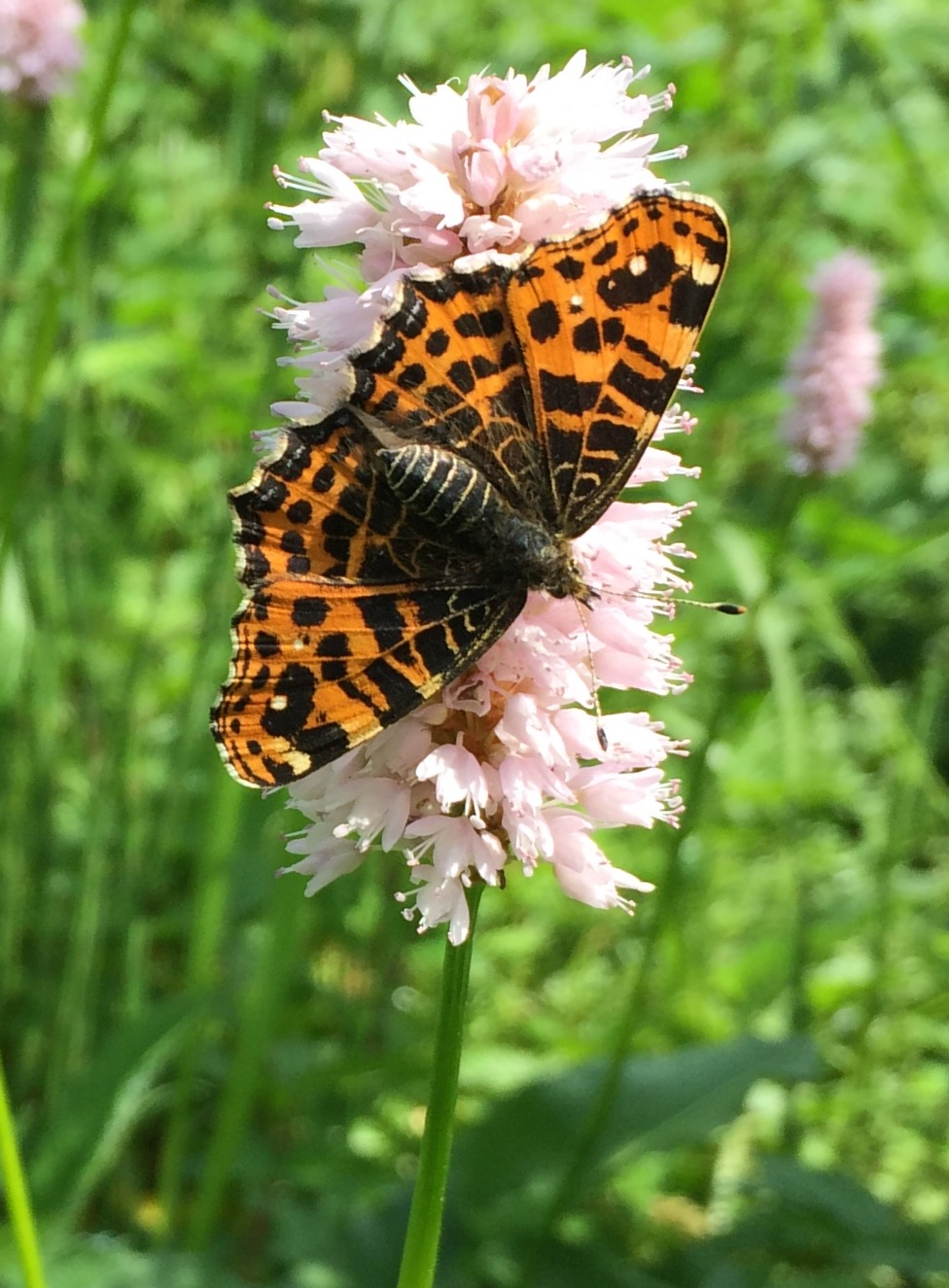
Landkärtchen an Schlangen-Knöterich
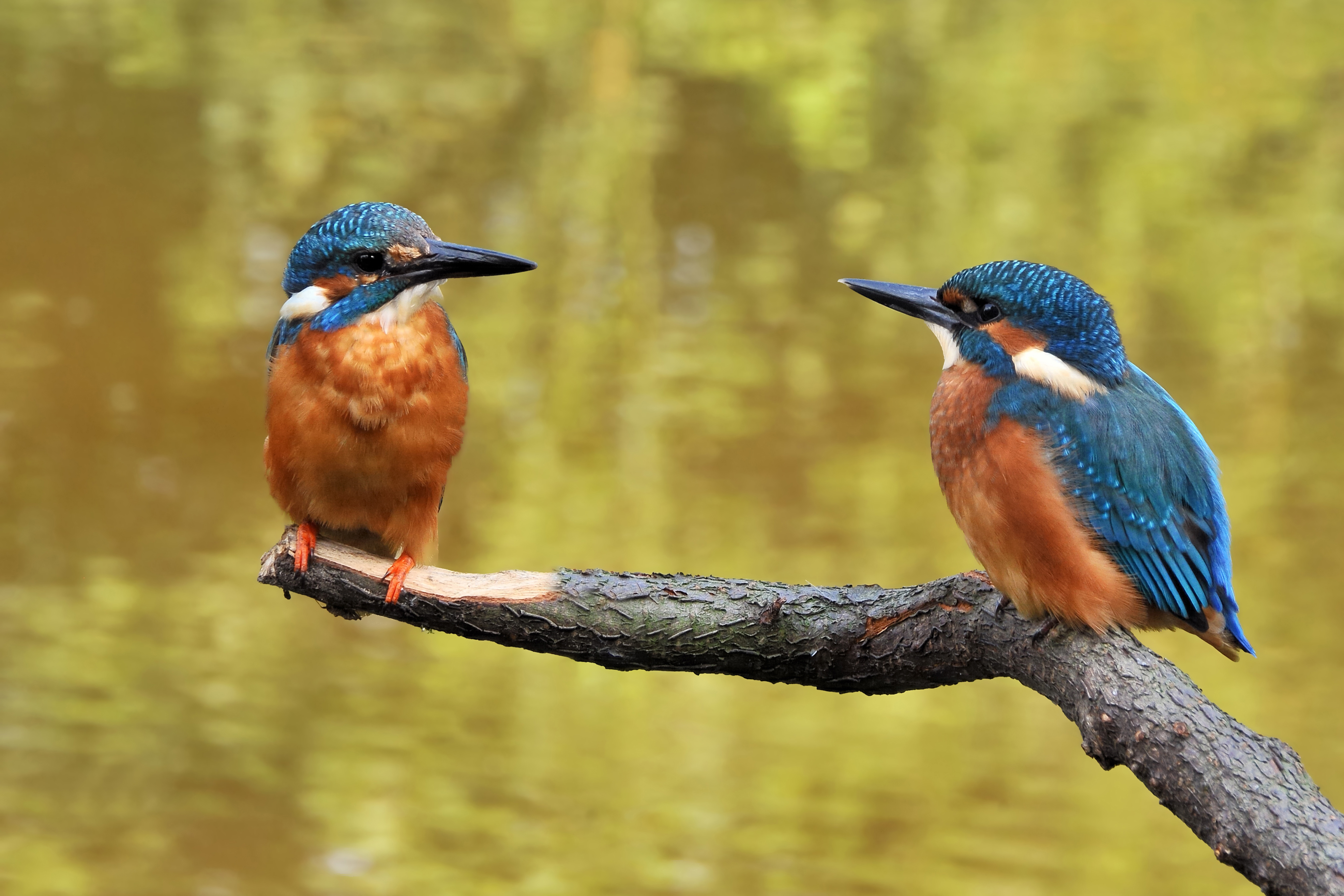
Eisvögel (Alcedo atthis)
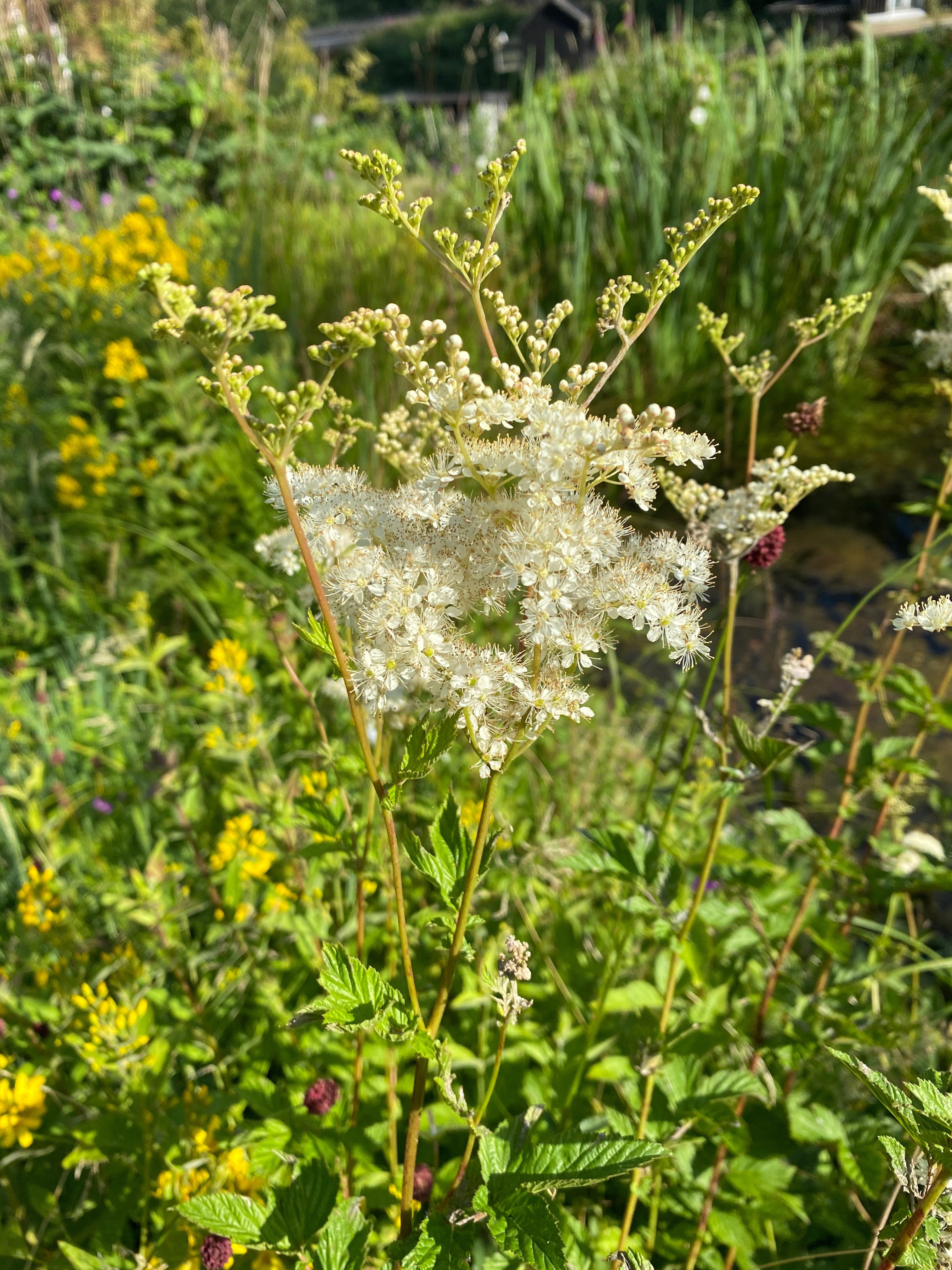
Echtes Mädesüß (Filipendula ulmaria)
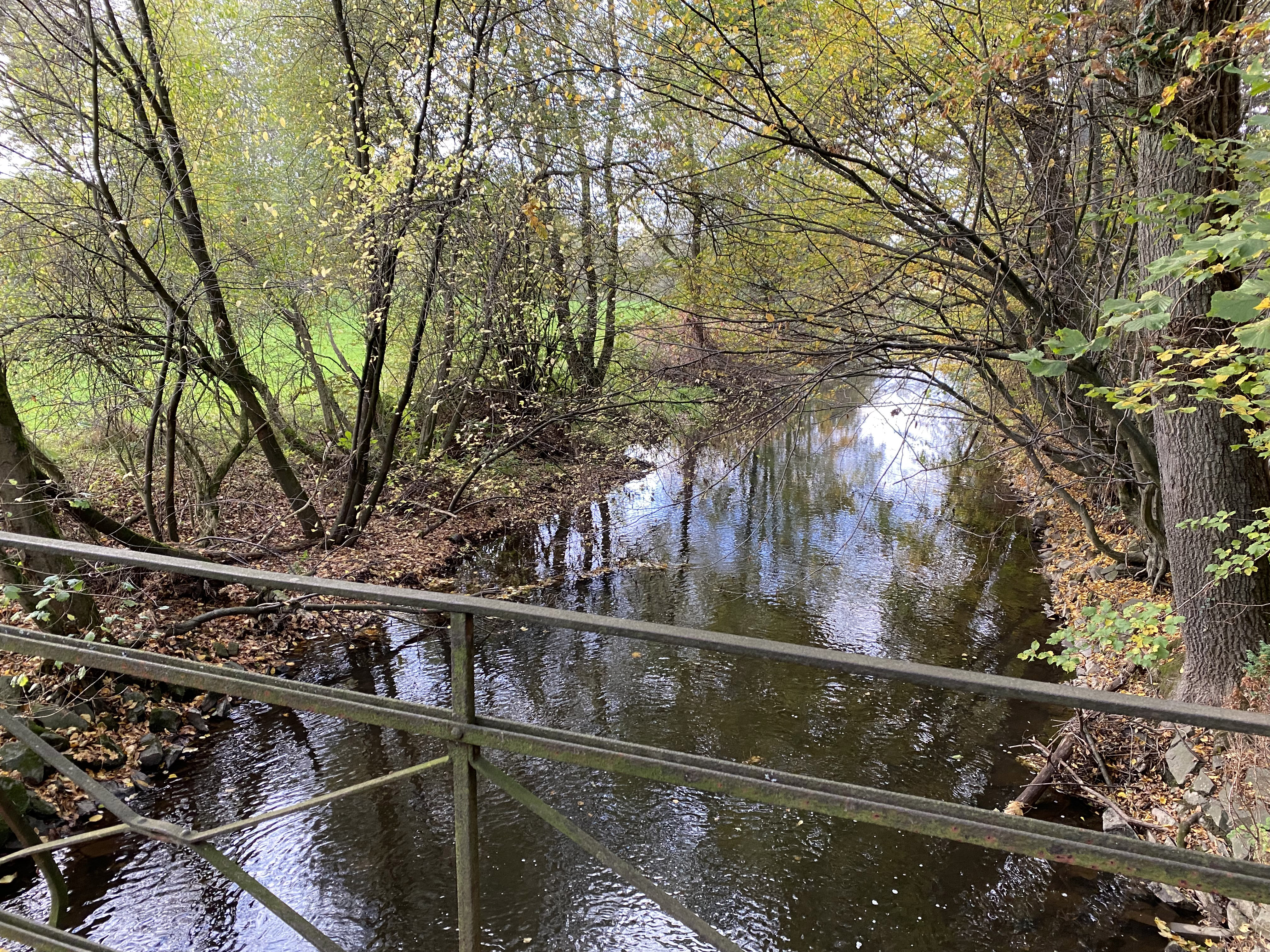
Wupper bei Hämmern
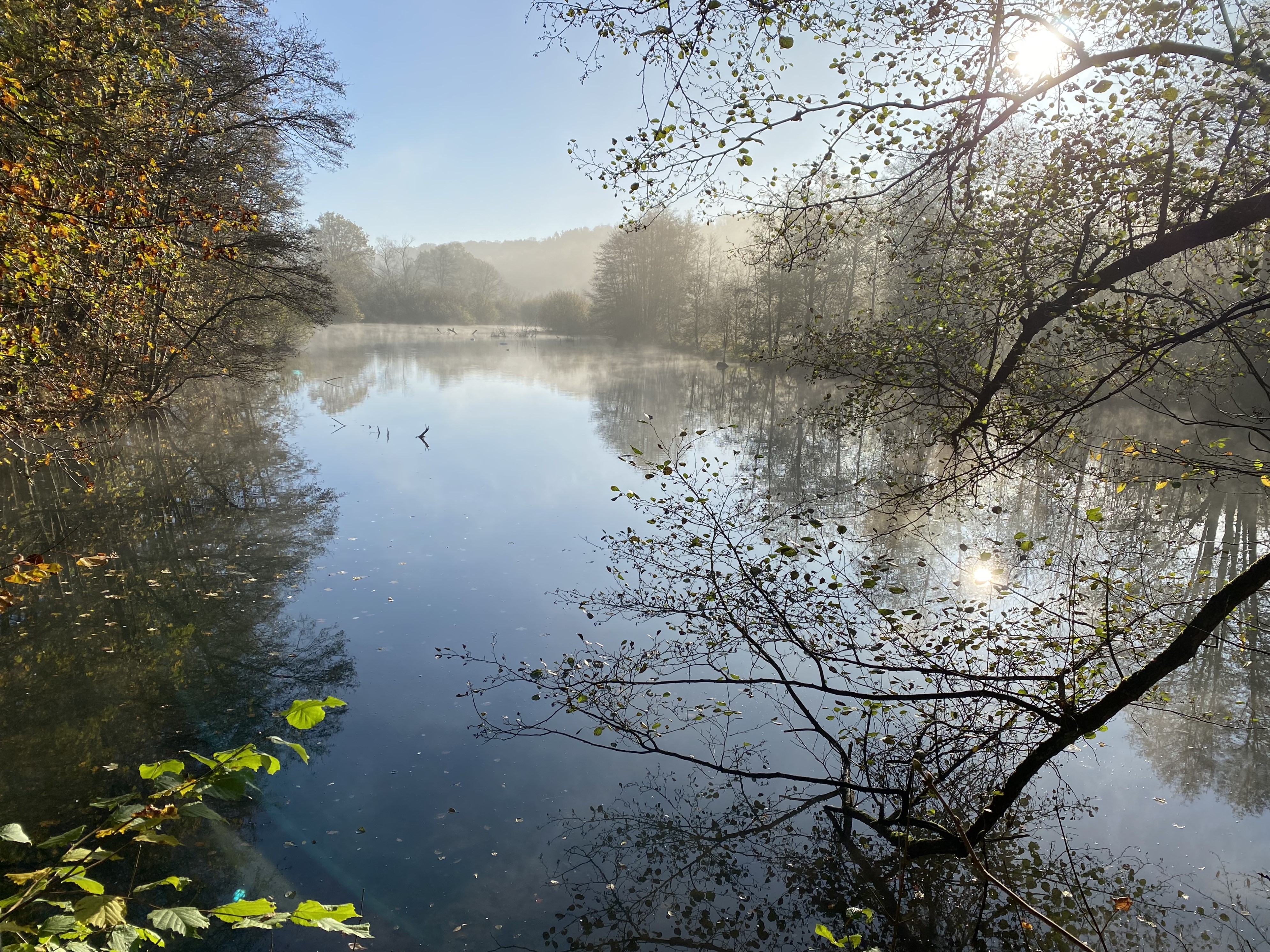
Stauweiher bei Leiersmühle

## Schutzziele
- Erhaltung, Pflege und Entwicklung der von Grünland geprägten Talaue,
- Extensivierung der Grünlandnutzung,
- Sicherung der Vegetationsentwicklung eines nicht mehr genutzten

Stauweihers mit ausgedehntem Verlandungskomplex und angrenzender
Hochstaudenfluren,
- Erhalt, Pflege und Entwicklung des naturnahen Wupperverlaufes mit begleitenden Ufergehölzen, Feuchtgrünland und Hochstaudenfluren.